# Мелешки (Гадячский район)
Меле́шки (укр. Мелешки) — село,
Березоволукский сельский совет,
Гадячский район,
Полтавская область,
Украина.
Код КОАТУУ — 5320480703. Население по переписи 2001 года составляло 186 человек.

## Географическое положение
Село Мелешки находится на берегу реки Хорол в месте впадения в неё реки Озница,
выше по течению на расстоянии в 2 км расположено село Березовая Лука,
ниже по течению на расстоянии в 4,5 км расположено село Камышня (Миргородский район).
Река в этом месте извилистая, образует лиманы, старицы и заболоченные озёра.

## Происхождение названия
На территории Украины 2 населённых пункта с названием Мелешки.

## История
- 1625 — дата основания.

## Экономика
- Овце-товарная ферма.